# Landtagswahlkreis Barnim I
Der Wahlkreis Barnim I (Wahlkreis 13) ist ein Landtagswahlkreis in Brandenburg. Er umfasst die Stadt Eberswalde, die Gemeinde Schorfheide und das Amt Joachimsthal (Schorfheide) aus dem Landkreis Barnim. Wahlberechtigt waren bei der letzten Landtagswahl 46.897 Einwohner.

## Landtagswahl 2024
Bei der Landtagswahl 2024 wurde Roman Kuffert im Wahlkreis direkt gewählt. Die weiteren Ergebnisse:
| Direktkandidat    | Partei                    |        | Erststimmen in % |        | Zweitstimmen in % |
| ----------------- | ------------------------- | ------ | ---------------- | ------ | ----------------- |
| Wahlberechtigte   |                           | 46.467 | -                | 46.467 | -                 |
| Wählende          |                           | 30.894 | 66,5 %           | 30.894 | 66,5 %            |
| Ungültige Stimmen |                           | 458    | 1,5 %            | 274    | 0,9 %             |
| Gültige Stimmen   |                           | 30.436 | 98,5 %           | 30.620 | 99,1 %            |
| Kurt Fischer      | SPD                       | 9.237  | 30,3 %           | 8.567  | 28,0 %            |
| Roman Kuffert     | AfD                       | 9.989  | 32,8 %           | 9.159  | 29,9 %            |
| Danko Jur         | CDU                       | 3.993  | 13,1 %           | 3.150  | 10,3 %            |
| Torsten Wiebke    | GRÜNE                     | 863    | 2,8 %            | 1.348  | 4,4 %             |
| Sebastian Walter  | Die Linke                 | 3.418  | 11,2 %           | 1.907  | 6,2 %             |
| Sven Weller       | BVB/FW                    | 1.919  | 6,3 %            | 654    | 2,1 %             |
| Christoph Maskow  | FDP                       | 816    | 2,7 %            | 309    | 1,0 %             |
| –                 | Tierschutzpartei          | -      | -                | 594    | 1,9 %             |
| –                 | Plus (Piraten, ÖDP, Volt) | -      | -                | 339    | 1,1 %             |
| –                 | BSW                       | -      | -                | 4.354  | 14,2 %            |
| –                 | III. Weg                  | -      | -                | 30     | 0,1 %             |
| –                 | DKP                       | -      | -                | 25     | 0,1 %             |
| –                 | DLW                       | -      | -                | 113    | 0,4 %             |
| –                 | WU                        | -      | -                | 71     | 0,2 %             |
|                   |                           | 201    | 0,7 %            | -      | -                 |

## Landtagswahl 2019
Bei der Landtagswahl 2019 wurde Hardy Lux im Wahlkreis direkt gewählt.
Die weiteren Ergebnisse:
| Direktkandidat   | Partei           | Erststimmen in % | Zweitstimmen in % |
| ---------------- | ---------------- | ---------------- | ----------------- |
| Hardy Lux        | SPD              | 23,9             | 25,5              |
| Danko Jur        | CDU              | 16,0             | 14,4              |
| Sebastian Walter | Die Linke        | 15,9             | 13,2              |
| Roman Kuffert    | AfD              | 23,3             | 23,8              |
| Axel Vogel       | GRÜNE            | 10,3             | 10,6              |
| Sven Weller      | BVB/FW           | 7,7              | 5,2               |
| –                | PIRATEN          | –                | 0,7               |
| Ronny Fölsner    | FDP              | 3,0              | 3,2               |
| –                | ÖDP              | –                | 0,9               |
| –                | Tierschutzpartei | –                | 2,4               |
| –                | V-Partei³        | –                | 0,2               |

## Landtagswahl 2014
Bei der Landtagswahl 2014 wurde Daniel Kurth im Wahlkreis direkt gewählt.
Die weiteren Wahlkreisergebnisse:
| Direktkandidat      | Partei    | Erststimmen in % | Zweitstimmen in % |
| ------------------- | --------- | ---------------- | ----------------- |
| Daniel Kurth        | SPD       | 28,0             | 31,6              |
| Margitta Mächtig    | Die Linke | 23,5             | 21,2              |
| Danko Jur           | CDU       | 25,0             | 23,5              |
| Axel Vogel          | GRÜNE     | 5,9              | 5,9               |
| Gregor Beyer        | FDP       | 3,0              | 2,3               |
|                     | NPD       |                  | 2,2               |
| Günther Spangenberg | BVB/FW    | 3,5              | 1,5               |
|                     | REP       |                  | 0,2               |
|                     | DKP       |                  | 0,2               |
| Tino Müller         | AfD       | 9,7              | 10,0              |
| Robert Klagge       | PIRATEN   | 1,3              | 1,3               |

## Landtagswahl 2009

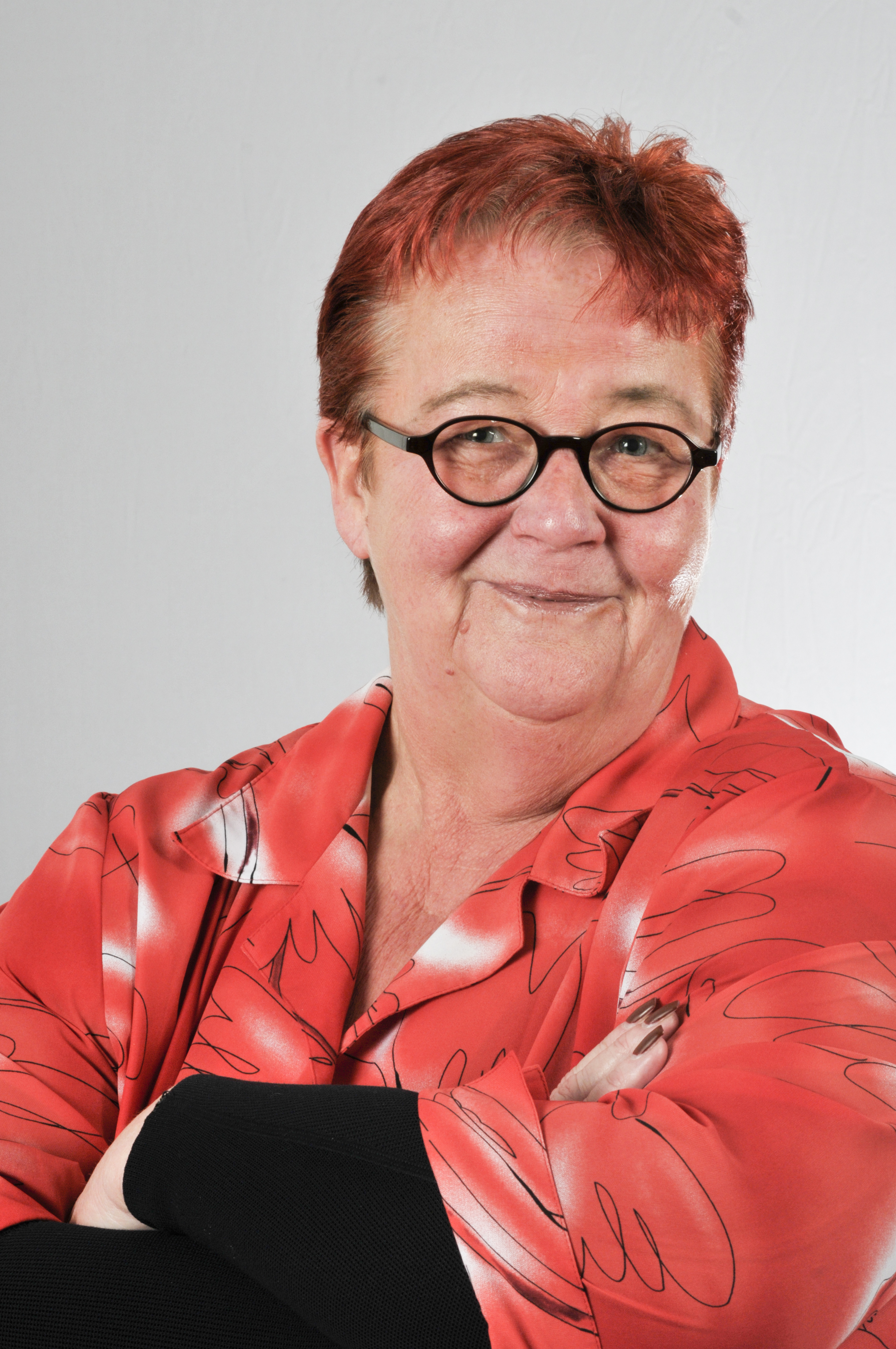
Margitta Mächtig

Bei der Landtagswahl 2009 wurde Margitta Mächtig im Wahlkreis direkt gewählt.
Die weiteren Wahlkreisergebnisse:
| Direktkandidat      | Partei              | Erststimmen in % | Zweitstimmen in % |
| ------------------- | ------------------- | ---------------- | ----------------- |
| Margitta Mächtig    | Die Linke           | 34,3             | 30,9              |
| Daniel Kurth        | SPD                 | 27,3             | 32,8              |
| Thomas Lunacek      | CDU                 | 19,5             | 17,2              |
| -                   | DVU                 | -                | 01,2              |
| Elke Rosch          | GRÜNE               | 05,5             | 05,8              |
| Gregor Beyer        | FDP                 | 06,3             | 06,3              |
| Johannes Madeja     | 50 Plus             | 01,8             | 00,9              |
| -                   | DKP                 | -                | 00,2              |
| -                   | REP                 | -                | 00,2              |
| -                   | Die-Volksinitiative | -                | 00,1              |
| Thomas Gürtler      | NPD                 | 03,0             | 02,4              |
| -                   | RRP                 | -                | 00,4              |
| Günther Spangenberg | Freie Wähler        | 02,3             | 01,6              |

## Landtagswahl 2004
Die Landtagswahl 2004 hatte folgendes Ergebnis:
| Direktkandidat   | Partei          | Erststimmen in % | Zweitstimmen in % |
| ---------------- | --------------- | ---------------- | ----------------- |
| Margitta Mächtig | PDS             | 35,7             | 33,0              |
| Peter Kikow      | SPD             | 24,0             | 32,4              |
| Thomas Lunacek   | CDU             | 17,5             | 15,4              |
| –                | DVU             | –                | 04,8              |
| Uta Leichsenring | Grüne           | 07,7             | 03,3              |
| Barbara Ehm      | FDP             | 05,8             | 03,0              |
| Johannes Madeja  | AfW             | 04,3             | 01,1              |
| –                | AUB-Brandenburg | –                | 00,5              |
| –                | DKP             | –                | 00,2              |
| –                | Graue           | –                | 00,6              |
| –                | Familie         | –                | 02,0              |
| –                | 50Plus          | –                | 02,1              |
| –                | JA              | –                | 00,3              |
| Tilo Weingardt   | Offensive D     | 02,1             | 00,7              |
| Dieter Marx      | BRB             | 01,9             | 00,6              |
| Tim Schumacher   | Einzelbewerber  | 01,2             | –                 |